# ماركو فيستا
ماركو فيستا (بالإيطالية: Marco Festa)‏ (6 يونيو 1992 بمونتيشياري في إيطاليا - ) هو لاعب كرة قدم إيطالي في مركز حراسة المرمى. لعب مع نادي مانتوفا.

## روابط خارجية
- ماركو فيستا على موقع قاعدة بيانات كرة القدم.إي يو (الإنجليزية)
- ماركو فيستا على موقع Soccerway.com (الإنجليزية)
- ماركو فيستا على موقع AS.com (الإسبانية)